# Teatro Mariinskij
Il teatro Mariinskij (in russo Мариинский театр?, Mariinskij teatr) è un teatro di San Pietroburgo. Precedentemente denominato, in epoca sovietica, Teatro Kirov (in onore di Sergej Kirov) e, in epoca zarista ed oggi, teatro Mariinskij, esso deve il suo nome attuale all'imperatrice Maria Aleksandrovna, moglie di Alessandro II di Russia. Fino alla Rivoluzione di Febbraio fu uno dei teatri imperiali di San Pietroburgo.
In tale teatro vengono rappresentate opere e balletti, in particolare dal Corpo di ballo del teatro Mariinskij, ed inoltre si tengono concerti, in particolare dell'Orchestra sinfonica del teatro Mariinskij.

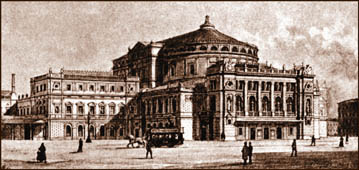
Veduta del Teatro Mariinskij, circa 1890.

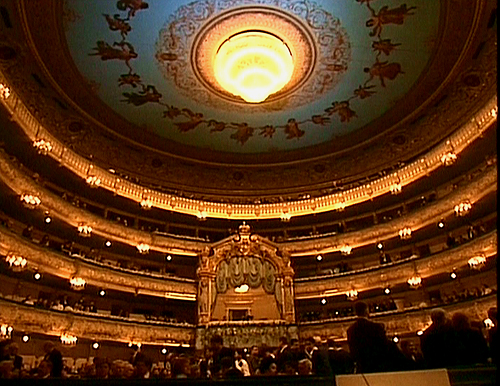
L'auditorium.

## Storia
Il teatro fu progettato da Alberto Cavos e costruito nel 1859, in sostituzione del teatro Circo, che sorgeva nello stesso luogo, distrutto da un incendio.
Il 2 ottobre 1860 viene inaugurato con Una vita per lo Zar di Mikhail Glinka.
Nel 1885, il teatro subì un intervento, per mano dell'architetto Viktor Schröter, volto ad ampliare gli spazi esistenti: fu costruita una nuova ala, a tre piani, adibita a laboratori teatrali e a sale prove, nonché per ospitare l'impianto elettrico e di riscaldamento. Nove anni dopo, sempre sotto la direzione di Viktor Schröter, furono sostituite le travi in legno e ampliato il foyer e le ali laterali.

### Prime assolute
Il teatro si contraddistingue per essere stato il luogo in cui le più importanti opere musicali russe hanno visto il proprio debutto.
Tra queste si ricordano: Boris Godunov di Modest Petrovič Musorgskij nel 1874, nonché alcune delle più importanti opere di Čajkovskij: La dama di picche nel 1890, Iolanta nel 1892, La bella addormentata, Lo schiaccianoci.
Anche l'opera La forza del destino di Giuseppe Verdi fu qui rappresentata in prima assoluta il 10 novembre 1862.
Il 28 maggio 1863 avviene la prima assoluta con successo di Judif' di Aleksandr Serov e l'8 novembre 1865 l'enorme successo di Rogneda di Serov alla presenza dello zar Alessandro II di Russia.
La maggioranza delle 15 opere di Nikolaj Rimskij-Korsakov fu rappresentata per la prima volta proprio al teatro Mariinskij.
Nel 1988 Valerij Gergiev venne nominato direttore artistico del teatro e nel 1996 il governo centrale gli conferì la carica di direttore artistico e generale, ossia il completo controllo amministrativo e musicale del grande e prestigioso teatro d'opera.